# Chamaesphecia modica
Chamaesphecia modica is een vlinder uit de familie van de wespvlinders (Sesiidae). De wetenschappelijke naam van de soort is voor het eerst geldig gepubliceerd in 1938 door Le Cerf.